# Фридрих (Ортенбург)
Фридрих Карл Лудвиг фон Ортенбург (на немски: Friedrich Karl Ludwig Graf zu Ortenburg; * 14 януари 1805 в Ербах в Оденвалд; † 10 ноември 1860 в Мюлхаузен) е граф на Ортенбург.

## Произход
Той е вторият син на имперски граф Йозеф Карл фон Ортенбург (1780 – 1831) и съпругата му графиня Каролина Луиза Вилхелмина фон Ербах-Ербах (1779 – 1825), дъщеря на граф Франц фон Ербах-Ербах (1754 – 1823) и принцеса Шарлота Луиза Поликсена фон Лайнинген-Дагсбург (1755 – 1785).

## Фамилия
Фридрих фон Ортенбург се жени на 10 септември 1830 г. в Мюлхаузен за Ернестина Йохана Ренц/Бенц (* 9 декември 1807, Мюлхаузен; † 23 януари 1891, Кобург), дъщеря на Готфрид Ренц и Марта Грабе. Те имат един син:
- Фридрих Карл Лудвиг Албрехт Лудвиг Франц фон Ортенбург (* 3 октомври 1831, Мюлхаузен; † 28 август 1904, Кобург), граф на Ортенбург, женен на 30 май 1870 г. в Грац за княгиня Анастасия фон Вреде (* 12 август 1840, Керленков, Москва; † 28 декември 1912, Винер Нойщат), дъщеря на княз Йозеф фон Вреде (1800 – 1871) и княгиня Анастазия Федоровна Петрово-Соловова (1808 – 1870)[4]